# КрАЗ-5233
КрАЗ-5233 (англ. KrAZ-5233) — сімейство українських вантажних автомобілів з колісною формулою 4х4 або 4х2 капотного компонування, що виробляються на Кременчуцькому автомобільному заводі. Призначені для перевезення людей і різних вантажів по дорогах загального користування, а також по бездоріжжю.
Автомобілі виготовляються з 2007 року.
Є модифікації з подвійною і одинарною ошиновкою задніх мостів. Автомобіль 4х4 має блокування мостів і міжосьових диференціалів, а також центральну підкачку коліс.
Сімейство КрАЗ-5233 уніфіковано з КрАЗ-6322.

## Історія створення

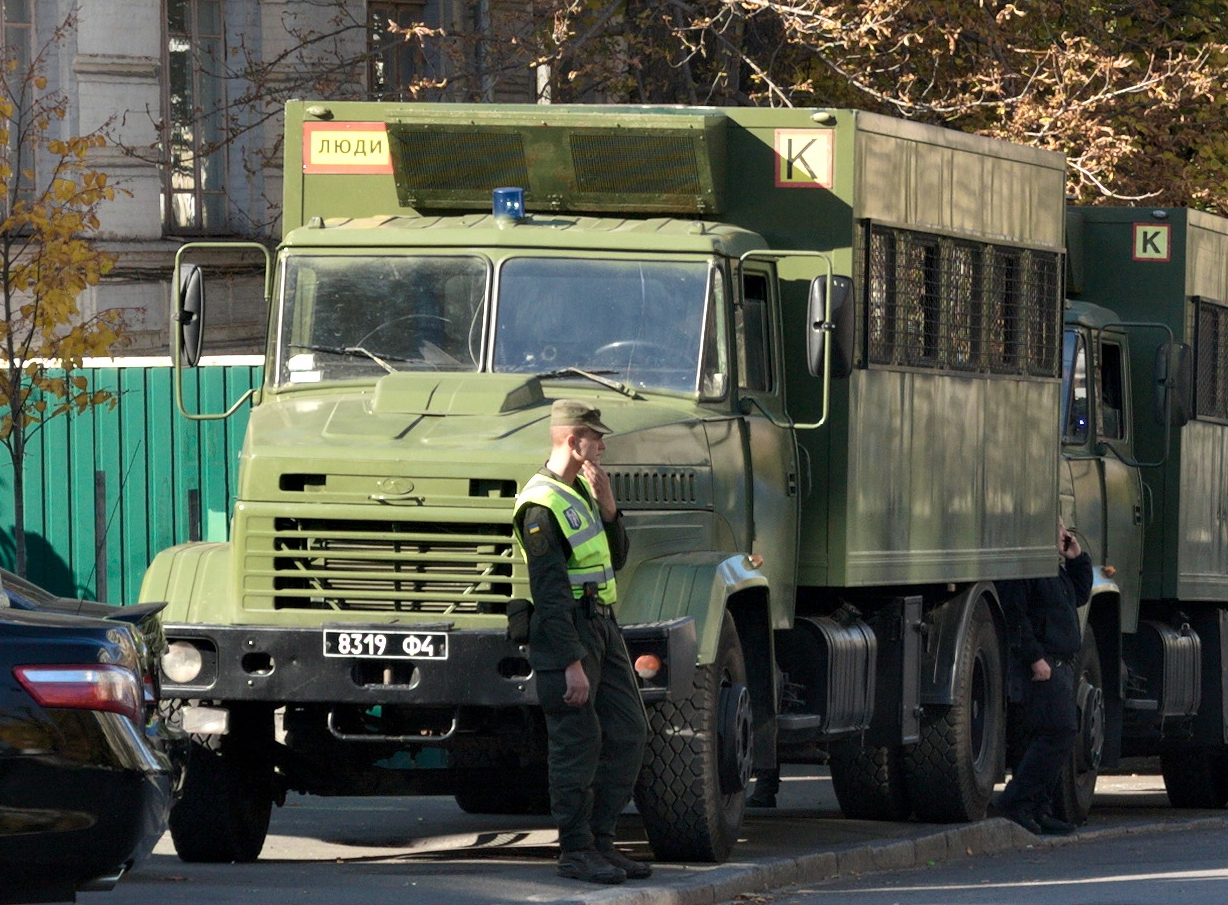
КрАЗ-5133

На початку 90-х рр. 20 ст. перед заводом постало питання переходу від планової адміністративно-командної економіки до ринкової, де необхідно піднімати конкурентоспроможність продукції, самому шукати ринки збуту і розробляти нову продукцію, яку потребує ринок.
В 1995 році на Київському міжнародному автосалоні представлений бортовий автомобіль КрАЗ-5133В2 вантажопідйомністю 8,5 т, з колісною формулою 4х2, двигуном ЯМЗ-238Д потужністю 318 к.с. і 8-ст. МКПП.
В 1996 році представлений повноприводний бортовий автомобіль КрАЗ-5131ВЕ вантажопідйомністю 5 т, з колісною формулою 4х4, двигуном ЯМЗ-238БЛ потужністю 288—300 к.с. і 8-ст. МКПП.
Пізніше представлений повноприводний автомобіль КрАЗ-5133ВЕ вантажопідйомністю 5 т, з колісною формулою 4х4 та двигуном ЯМЗ-238Д або ЯМЗ-238ДЕ2 потужністю 330 к.с.
В 2005 році представили вахтовий автобус КрАЗ-5133КЕ 4х4 для перевезення 22 пасажирів з двигуном ЯМЗ-238Д.
В 2007 році на базі КрАЗ-5133В2 створено шасі КрАЗ-5233Н2 4х2 вантажопідйомністю 9 т з двигуном ЯМЗ-238ДЕ2. В тому ж році на базі КрАЗ-5133ВЕ в одному екземплярі створено КрАЗ-5233ВЕ «Дакар» (КрАЗ-5233ВЕ-086-Д10) для участі в ралі-рейді «Лісабон-Дакар-2008», однак автомобіль не брав у ньому участі через відмову організаторів від змагань через небезпеку для спортсменів.
В 2010 році представлено серійне шасі КрАЗ-5233НЕ 4х4.
В 2011 році почався серійний випуск КрАЗ-5233ВЕ 4х4 (покращеної версії КрАЗ-5133ВЕ).

## Будова автомобіля

### Кузов
Кузов автомобіля складається з кабіни та бортової платформи, або без неї (шасі для кріплення різноманітного обладнання), які кріпляться на рамі. Кабіна складається з капотного відділення і пасажирського відділення. Рама східчастого типу, посилена вкладишами для забезпечення оптимальної жорсткості при експлуатації у важких дорожніх умовах. Лонжерони виготовлені з гарячокатаного швелера легованої сталі, поперечки — штамповані з якісної конструкційної сталі.

### Двигун
КрАЗ-5233 на вибір оснащається турбодизельними 8-циліндровими V-подібними двигуноми ЯМЗ-238Д-33 або ЯМЗ-238ДЕ2-29, обоє об'ємом 14,86 л і потужністю 330 к.с. (243 кВт) при 2100 об/хв.
На вибір можливе встановлення 6-циліндрових дизельних двигунів Ford-Ecotorq 9.0, Cummins або Deutz BF6M 1015C V6 11,9 л 370 к.с.
| Двигун                             |                                                                                                 |                                                                                                 |
| Модель                             | ЯМЗ-238Д-33                                                                                     | ЯМЗ-238ДЕ2-29                                                                                   |
| Тип                                | Чотирьохтактний, дизельний, водяного охолодження                                                | Чотирьохтактний, дизельний, водяного охолодження                                                |
| Кількість циліндрів і розташування | 8 циліндри, V-подібне, із кутом розвалу 90о                                                     | 8 циліндри, V-подібне, із кутом розвалу 90о                                                     |
| Порядок роботи циліндрів           | 1-5-4-2-6-3-7-8                                                                                 | 1-5-4-2-6-3-7-8                                                                                 |
| Діаметр циліндра, мм               | 130                                                                                             | 130                                                                                             |
| Хід поршня, мм                     | 140                                                                                             | 140                                                                                             |
| Робочий об'єм, л                   | 14,866                                                                                          | 14,866                                                                                          |
| Ступінь стиснення                  | 17,5                                                                                            | 17,5                                                                                            |
| Система живлення                   | Паливопідкачуючий насос низького і паливний насос високого тиску, з безпосереднім уприскуванням | Паливопідкачуючий насос низького і паливний насос високого тиску, з безпосереднім уприскуванням |
| Потужність, к. с. (кВт) при об/хв  | 330 (243) при 2100                                                                              | 330 (243) при 2100                                                                              |
| Крутний момент, Нм при об/хв       | 1233 при 1200—1400                                                                              | 1275 при 1100—1300                                                                              |
| Ресурс                             | 800 тис. км                                                                                     | 800 тис. км                                                                                     |
| Екологічні норми                   | Євро-0                                                                                          | Євро-2                                                                                          |

### Шасі

#### Трансмісія
- Зчеплення ЯМЗ-183-15: однодискове, фрикційне, сухе, діафрагмове, що витяжного типу. Диск ведений діаметром 430 мм, з поглиначем крутильних коливань пружинно-фрикційного типу, з екологічно безпечними фрикційними накладками. Муфта включення з радіальними підшипниками, при включенні переміщається від двигуна. Установка на маховик двигуна відповідно до міжнародного стандарту ISO 11055:1996 (E).[9]

На автомобілі може встановлюватись зчеплення Sachs MFZ-430.
- Коробка передач ЯМЗ-2381-36: 8-ступінчаста, механічна, чотирьохступенева основна коробка з дводіапазонним планетарним демультиплікатором, з синхронізаторами на всіх передачах переднього ходу.[12]

На автомобілі може встановлюватись 9-ступінчаста механічна коробка передач 9JS119TA-B, або 9JS150TA-B, або 9JS200TA, всі Eaton Fast Gear.
| Коробка передач        |                           |
| Модель                 | ЯМЗ-2381-36               |
| Тип                    | Механічна, двохдіапазонна |
| Кількість передач      |                           |
| Для руху вперед        | 8                         |
| Для руху назад         | 1                         |
| Передавальні числа     |                           |
| 1                      | 7,30                      |
| 2                      | 4,86                      |
| 3                      | 3,50                      |
| 4                      | 2,48                      |
| 5                      | 2,09                      |
| 6                      | 1,39                      |
| 7                      | 1,00                      |
| 8                      | 0,71                      |
| Передача заднього ходу | 10,46                     |

- Головна передача — мости центральні, двоступінчасті, одношвидкісні; задній міст з міжколісними диференціалами, що блокуються. Передавальне число головної передачі 8,173.

- Роздавальна коробка — механічна, одноступінчаста, з міжосьовим диференціалом, що блокується, передавальні числа 0,95/1,31.

#### Ходова частина
- Передня підвіска — залежна, на двох поздовжніх напівеліптичних листових ресорах, з двома гідравлічними амортизаторами і стабілізатором поперечної стійкості.
- Задня підвіска — залежна, на двох поздовжніх напівеліптичних листових ресорах, з двома додатковими ресорами і стабілізатором поперчної стійкості.

#### Механізм керування
- Рульовий механізм — механічний, інтегрального типу з вбудованим гідропідсилювачем.
- Гальмівна система — пневматичного типу. Можлива установка антиблокувальної системи (ABS) — Knorr-Bremse; Wabco.
- Робочі гальма — гальмівні механізми барабанного типу, з внутрішніми колодками.
- Стоянкові гальма — трансмісійне гальмо барабанного типу на вихідному валу роздавальної коробки. Привід механічний.
- Допоміжні гальма — дросельного типу, привід пневматичний, встановлений в системі випуску газів.

## Модифікації

### Цивільні
- КрАЗ-5233Н2 — автомобіль вантажопідйомністю 9,9 т з кузовом шасі з колісною формулою 4х2 призначений для монтажу різного устаткування;

- АЦ-40 (5233Н2) — пожежний автомобіль — автоцистерна, розроблена «АвтоКрАЗ» спільно з компанією «Енергосоюз» і КБ «Пожспецмаш» (м. Прилуки). Автомобіль оснащений насосом для подачі води, цистерною для води об'ємом 5000 л, ємністю для піноутворюючих речовин з нержавіючої сталі об'ємом 400 л, електрогенератором, пожежними рукавами та стволами для гасіння різного типу полум'я, пневмоінструментом для ліквідації завалів і іншим рятувальним обладнанням.
- КрАЗ-5233Н2 УЯР-01 — автомобіль для ямкового ремонту з обладнанням МДКЗ-6/11 призначений для ремонту асфальтобетонних покриттів дорожнього полотна;
- КрАЗ-5233Н2 (ФПВ-14224) — вахтовий автобус на шасі КрАЗ 5233Н2, з пасажирським автофургоном виробництва ВАТ «Нафтоавтоматика» (Полтава), розрахований на перевезення 26 пасажирів. Перші три машини випущені в 2013 році;
- КрАЗ-5233Н2-Д10 — сідловий тягач;

- КрАЗ-5233НЕ тип 1 — автомобіль вантажопідйомністю 7,3 т з кузовом шасі з колісною формулою 4х4;
- КрАЗ-5233НЕ тип 2 — автомобіль вантажопідйомністю 8,0 т з кузовом шасі з колісною формулою 4х4;
- КрАЗ-5233ВЕ-019  — спеціальний автомобіль підвищеної прохідності для МНС України, оснащений гідрокраном і спеціальним обладнанням (проблисковим маячком, радіостанцією, GPS-навігатором та ін.);
- КрАЗ-5233ВЕ «Дакар» (КрАЗ-5233ВЕ-086-Д10) — модифікація вантажівки для участі в ралі-рейді «Лісабон-Дакар-2008», створена в 2007 році в одному екземплярі. Відрізняється від стандартної моделі двома додатковими паливними баками по 250 л кожен.

### Військові
- КрАЗ-5233ВЕ — автомобіль вантажопідйомністю 6,0 т з колісною формулою 4х4 в декількох варіантах:
  - КрАЗ-5233ВЕ «Спецназ» — багатофункціональний автомобіль підвищеної прохідності для перевезення військовослужбовців та вантажів, буксирування артилерійських систем калібром до 152 мм, транспортних і спеціальних причепів по всіх видах доріг і бездоріжжю. Оснащений кабіною з люком з правого боку даху і комплектується тентованою бортовою платформою;
  - КрАЗ-5233ВЕ «Сапер» — автомобіль підвищеної прохідності з гідрокраном призначений для оперативного прибуття до місця виявлення вибухонебезпечних предметів;
  - Комплекс польового зв'язку на базі КрАЗ-5233ВЕ (розроблений «АвтоКрАЗ» спільно з компанією «Телекард-Прилад»)
  - Рухома вогнева точка на шасі КрАЗ-5233ВЕ «Спецназ» — з встановленої в кузові зенітною установкою ЗУ-23, до початку 2011 був створений один демонстраційний екземпляр;
- КрАЗ-01-1-11 — бронемашина з V-подібним днищем на базі КрАЗ-5233ВЕ, розроблена в 2012 році спільно з індійською компанією «Shri Laksmi Defence Solutions Ltd.». Може перевозити до 12 осіб, обладнана поворотною баштою Rigel MK1, має вісім амбразур, аудіовізуальну систему спостереження, камери нічного бачення. В серійне виробництво не пішла;
- KRAZ-ASV «Panther» — бронемашина з V-подібним днищем на базі КрАЗ-5233ВЕ, розроблена за участю компанії «Ares Security Vehicles LLC» і представлена в 2013 році;
- KRAZ MPV (SHREK ONE) — бронемашина з V-подібним днищем на базі КрАЗ-5233ВЕ, розроблена за участю канадсько-еміратської компанії Streit Group, представлена в 2014 році.
- КрАЗ-5233 «Raptor» — бронеавтомобіль для перевезення поранених на шасі КрАЗ-5233.
- Фортеця на колесах — бронеавтомобіль для перевезення десанту на шасі КрАЗ-5233.
- ПЗМ-3 — траншейно-котлованна машина на шасі КрАЗ-5233НЕ.

## На озброєнні
- Нігерія — у 2008 році для національної поліції були виготовлені та поставлені 100 вантажівок КрАЗ-5133ВЕ-016.[13]
- Україна:

- Міністерство надзвичайних ситуацій — в кінці 2008 року закуплені кілька вантажівок КрАЗ-5233ВЕ-019 «Мінер».
- Збройні сили України — 29 жовтня 2010 року КрАЗ-5233 пройшов державні випробування і був рекомендований для постановки на озброєння Збройних сил України. 23 серпня 2011 року на озброєння Збройних сил України були прийняті дві модифікації вантажівки підвищеної прохідності КрАЗ-5233 «Спецназ» — КрАЗ-5233ВЕ і КрАЗ-5233НЕ (які повинні в перспективі замінити радянські Урал-4320 і КамАЗ-4310).
- МВС України — в липні 2014 року перші 5 вантажівок КрАЗ-5233 «Спецназ» були передані на озброєння Національної гвардії України.

## Галерея

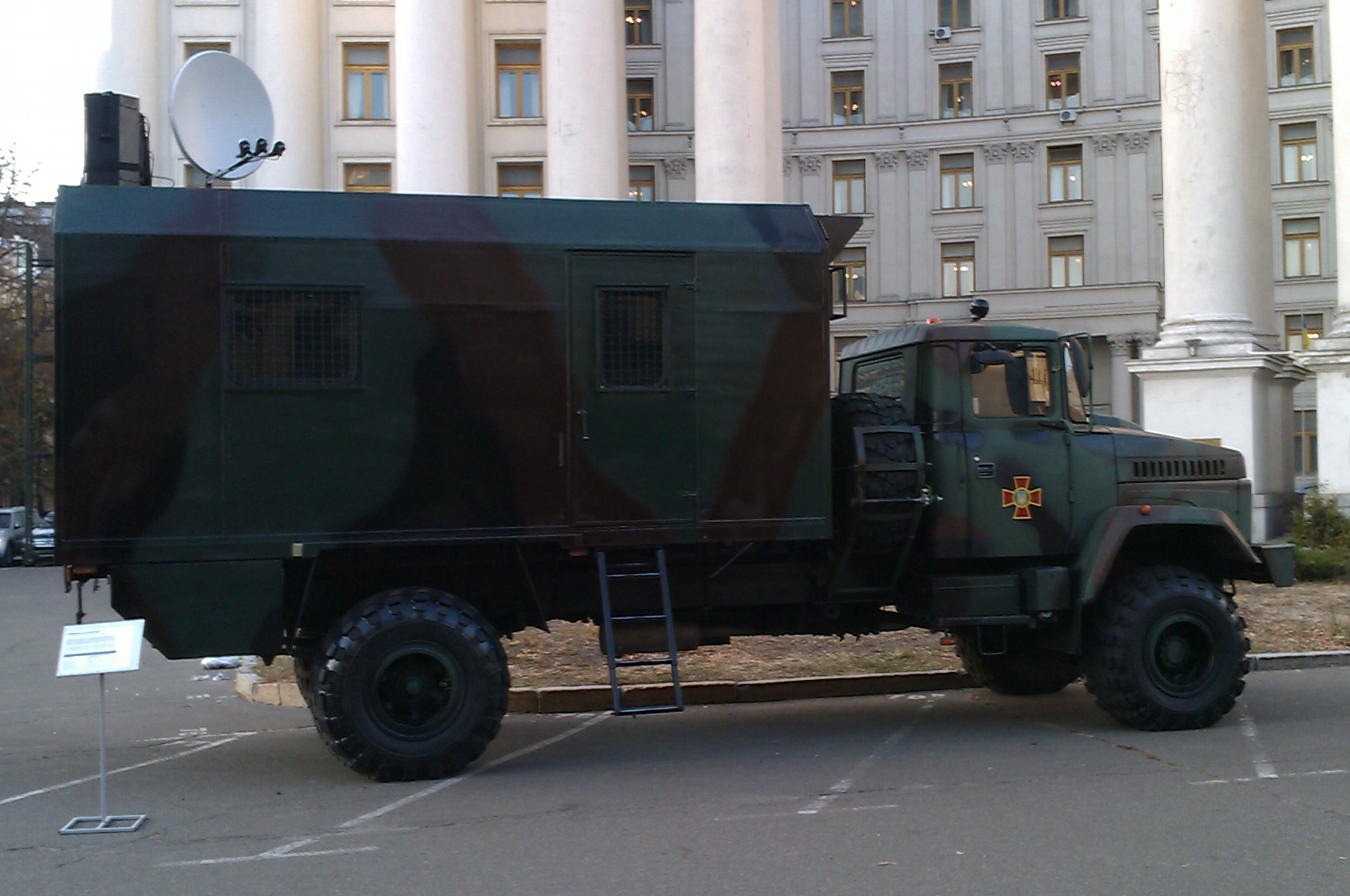
КрАЗ-5233НЕ на виставці «Сила нескорених», 2015.
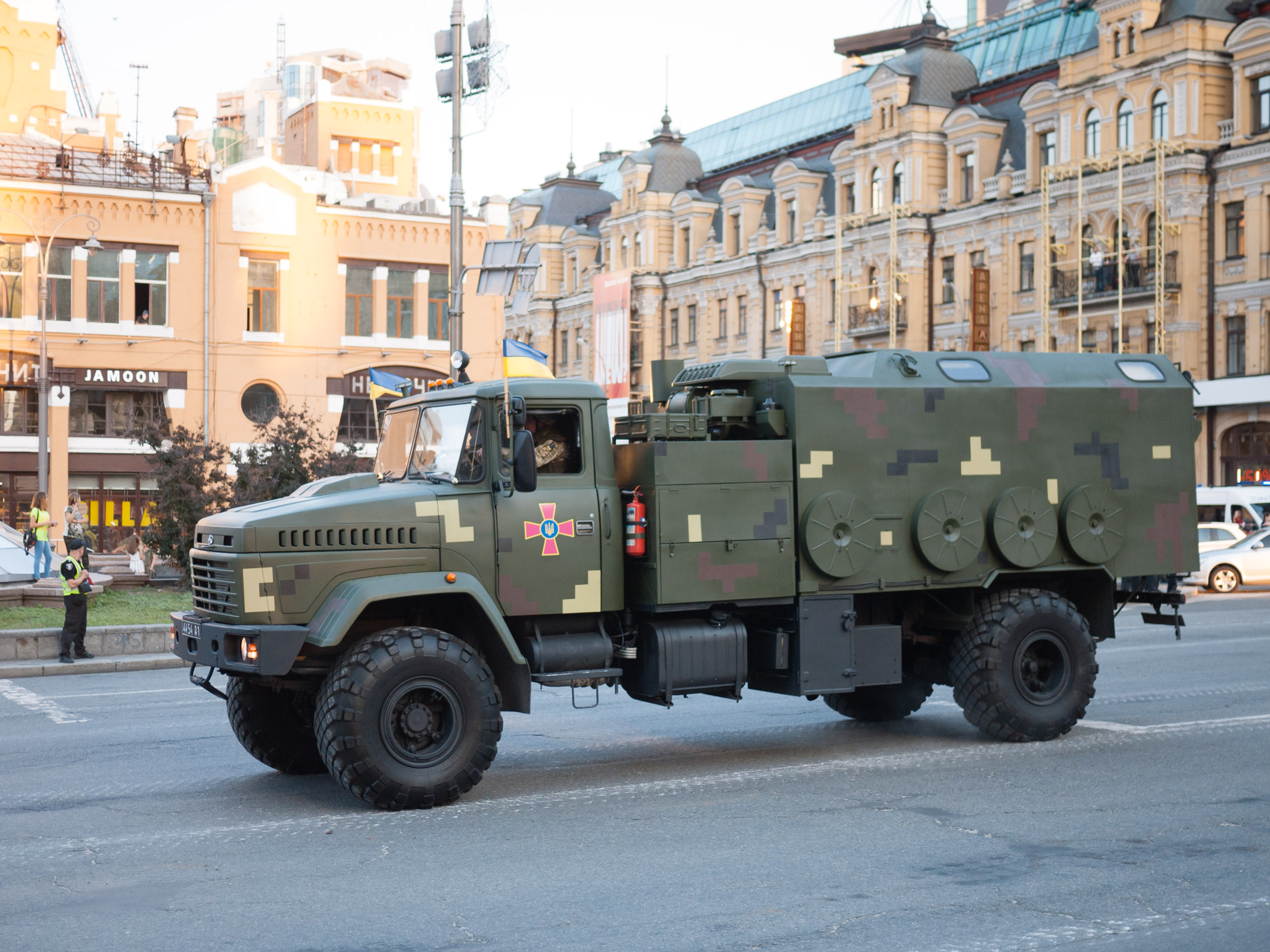
КрАЗ-5233НЕ у складі комплексу «Оболонь-А»
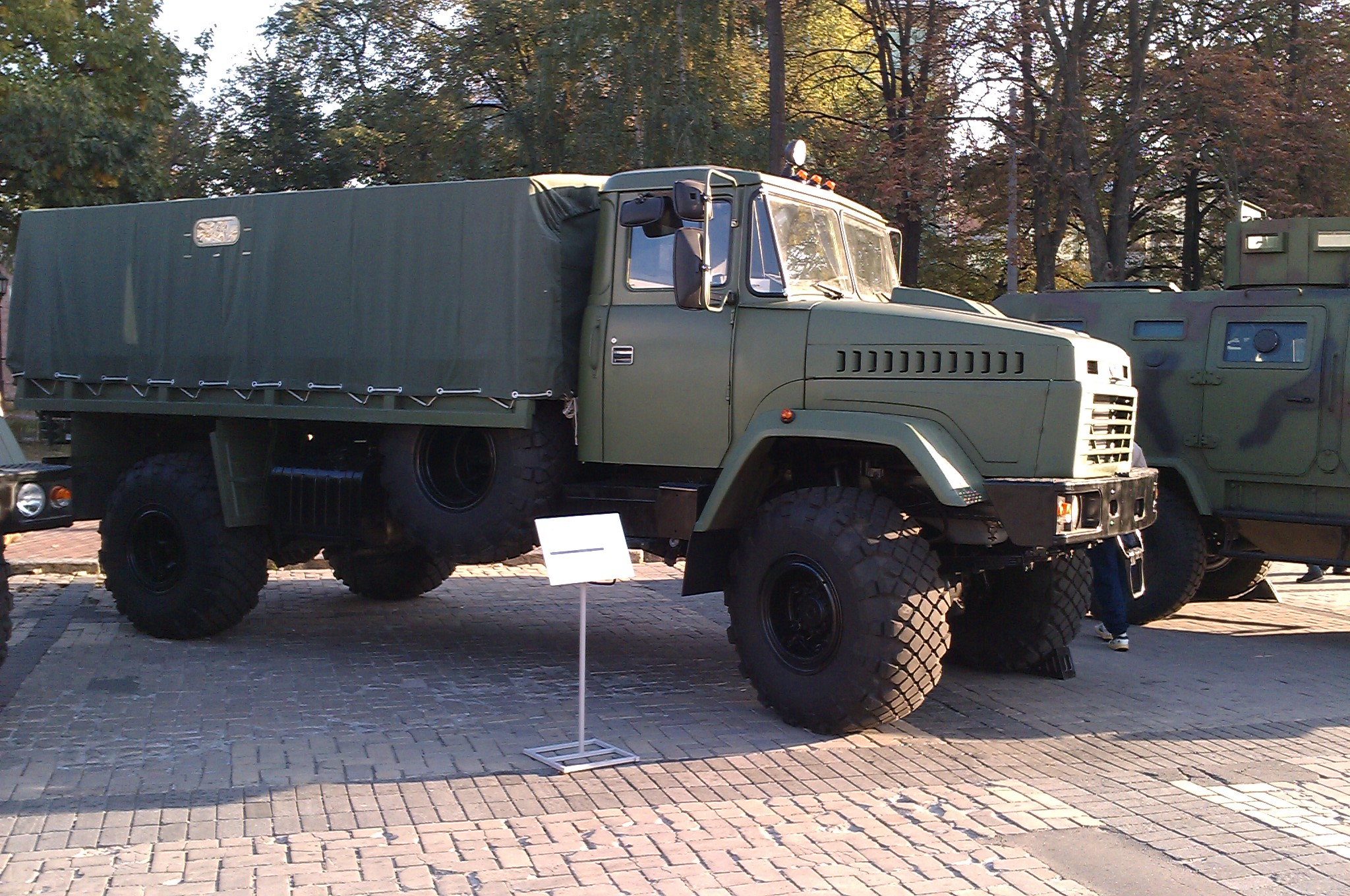
КрАЗ-5233ВЕ
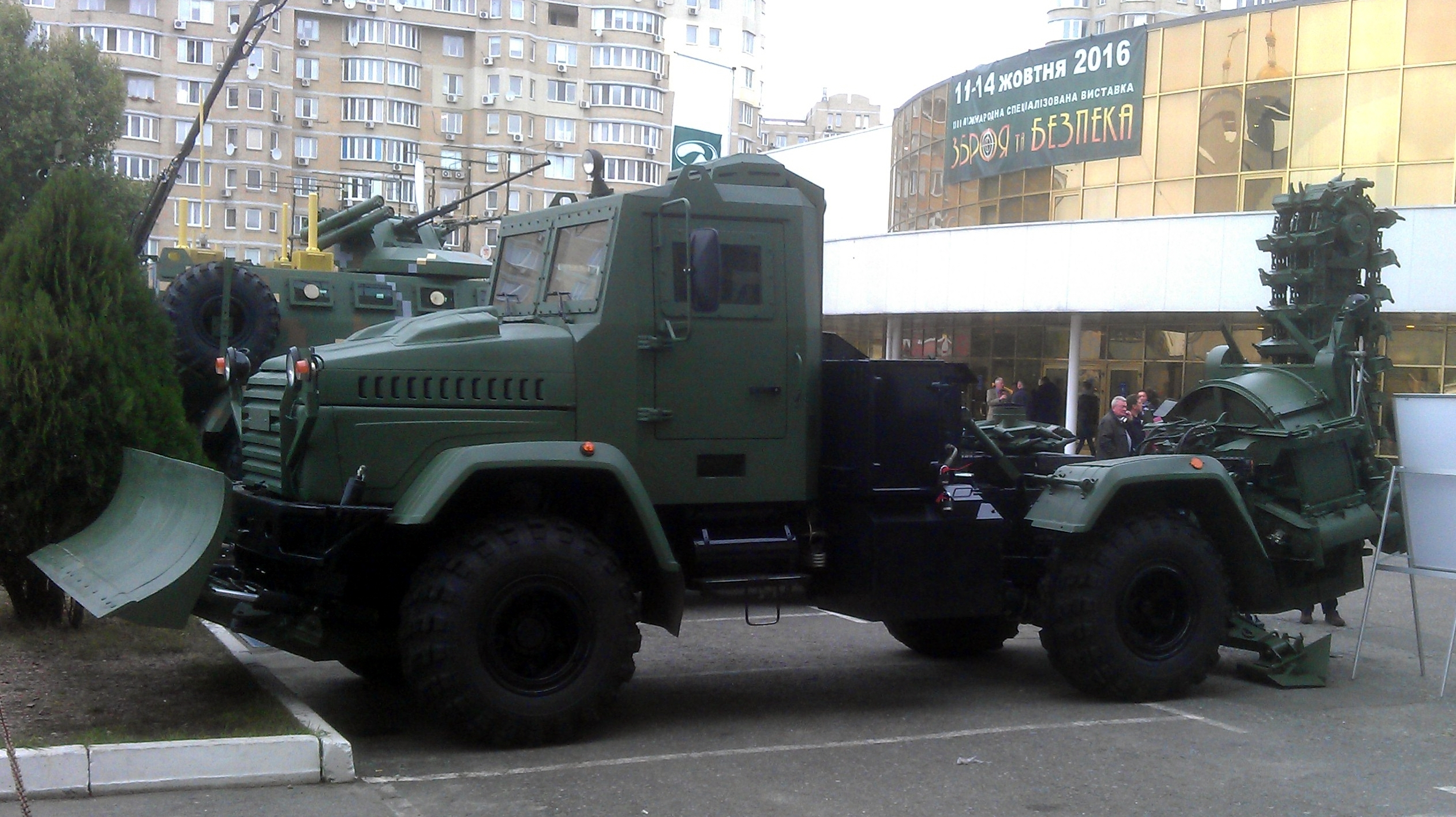
ПЗМ-3
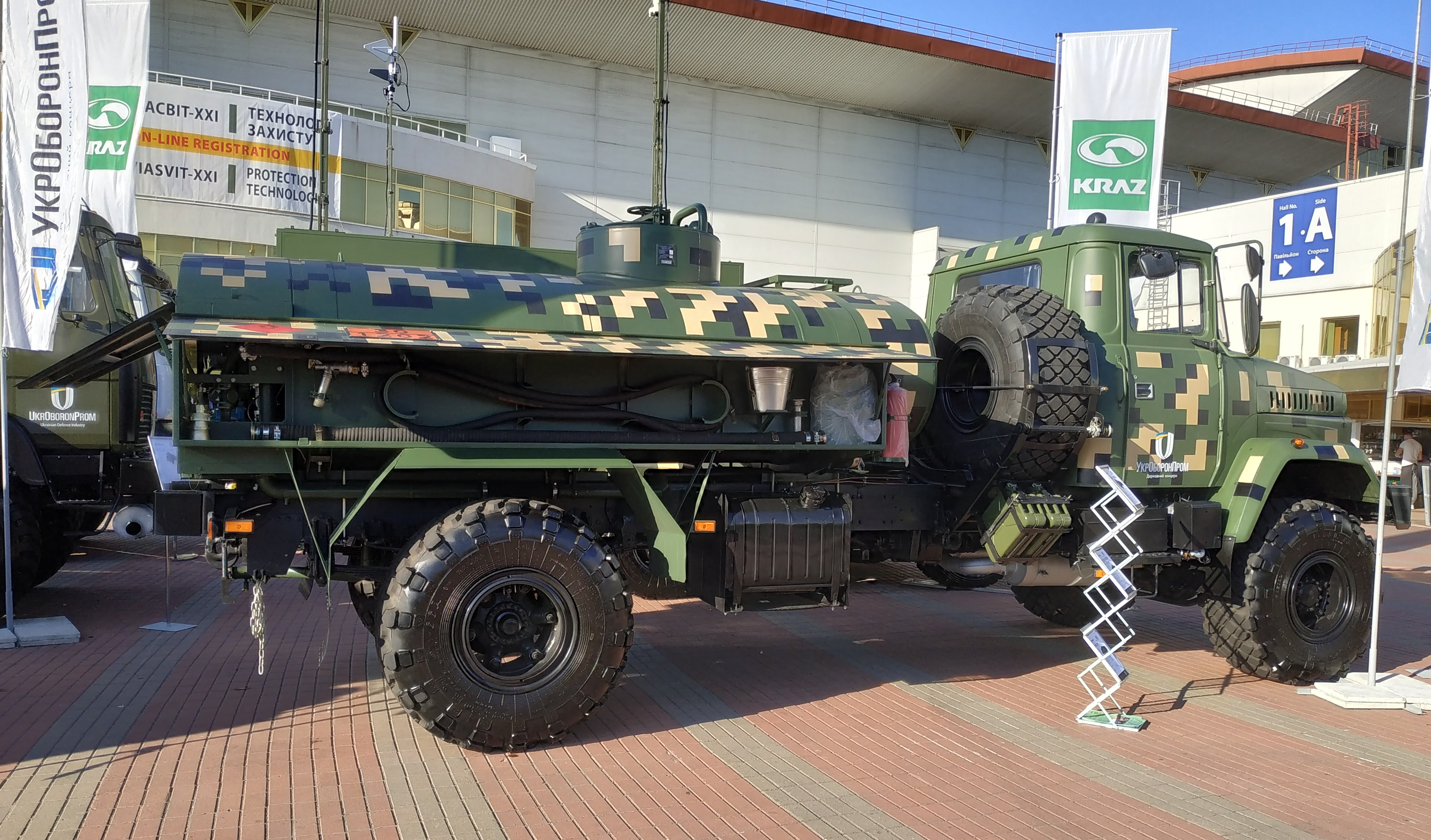
Паливозаправник на шасі КрАЗ-5233НЕ
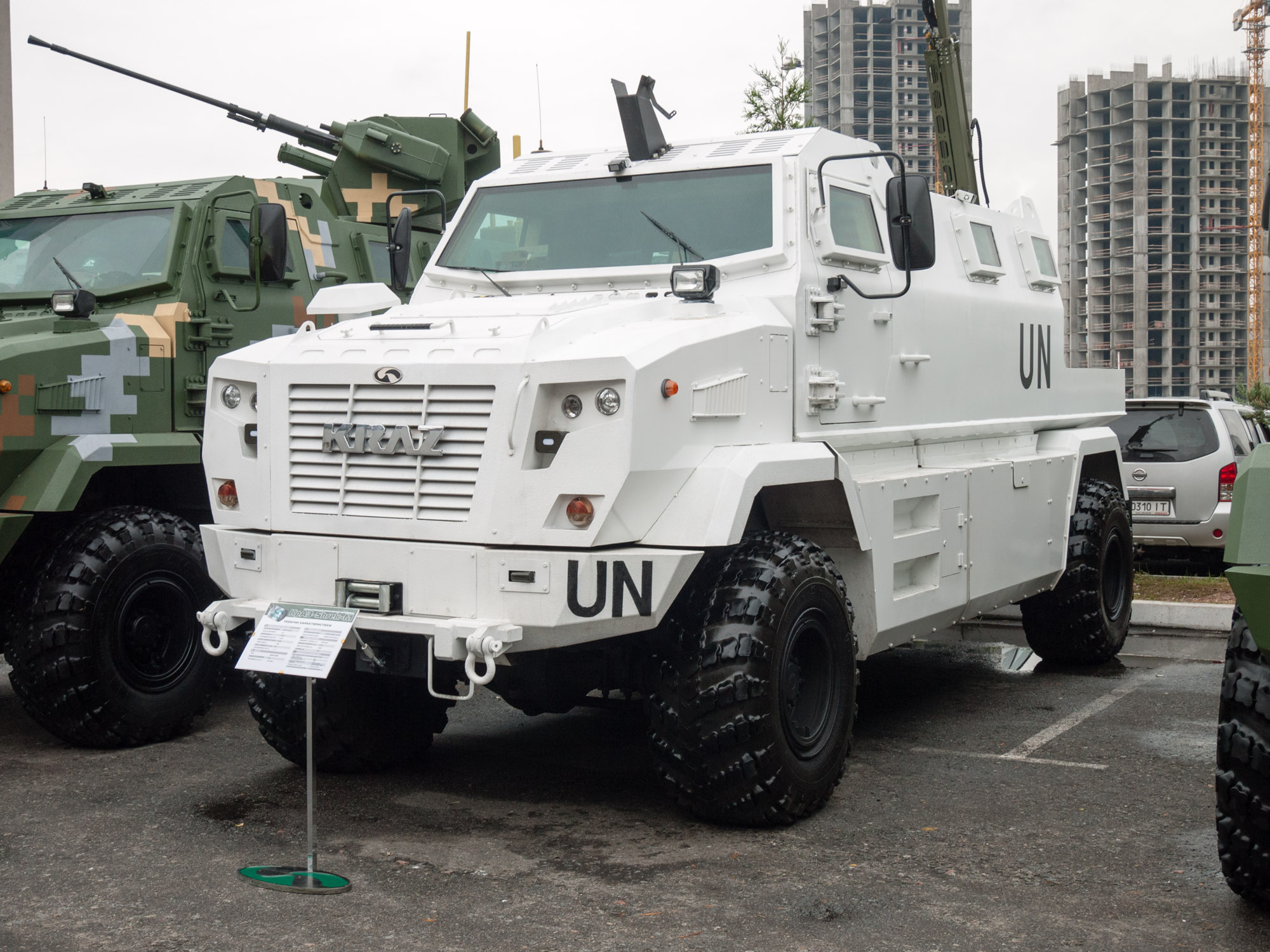
KrAZ Shrek-M
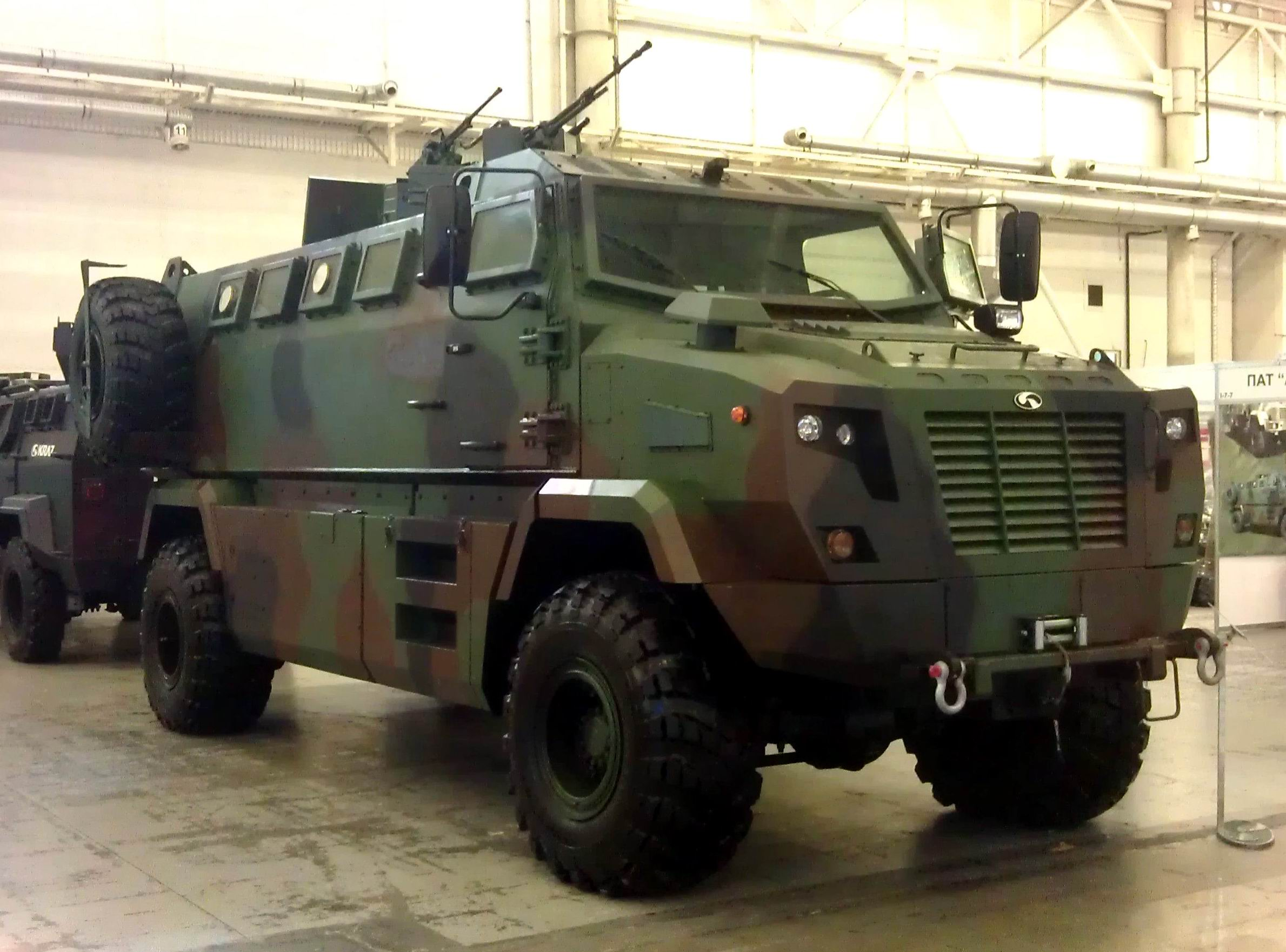
KrAZ Shrek One

### Відео
- Грузовые машины КРАЗ [Архівовано 10 березня 2016 у Wayback Machine.]